# Montes de Palermo
Los Montes de Palermo (en italiano, Monti di Palermo) son una cadena montañosa de la isla de Sicilia, en Italia. Junto con los Nebrodi (en la provincia de Mesina) y los Peloritani, más Madonia y los montes de Trapani, forman los Apeninos sículos. Toman su nombre de la capital siciliana, Palermo en torno a la cual se extienden. 
Se trata de un segmento de la cadena siciliana delimitado, respectivamente, por oriente y occidente, por cursos de agua de los ríos Eleuterio y Jato, dos que desembocan en el mar Tirreno, mientras que al sur van disminuyendo hacia las colinas del valle alto del Belice.

## Orografía
Los montes de Palermo se encuentran en la divisoria de aguas siciliana del Val di Mazara, cresta montañosa que separa la vertiente tirrénica al norte de la del mar de Sicilia al sur: corresponde a un tramo de cerca de 25 km, curvado en forma de herradura, que va desde la meseta de Contrada Lupotto al noroeste de Ficuzza, al de Contrada Percianotta, al sudeste de San Cipirello.
De la divisoria del Alto Belice, dominado por el monte Pizzuta de 1.333 m s. n. m., la cadena se desarrolla en diversas direcciones: una cadena de montes al límite meridional se alarga por cerca de 19 km de la gargante del Eleuterio, cerca de Marineo al este, a los pueblos de San Cipirello y San Giuseppe Jato, ybicados a los pies del extremo occidental. Forma en la práctica la base de la herradura, comprendiendo una vasta meseta en cuyo interior se recogen las aguas de la cuenca del Belice Destro, que forman el lago artificial de Piana degli Albanesi. En Esi el macizo alcanza el vecino curso del Eleuterio, mientras al noreste da a la Conca d'Oro de Palermo, llegando al este hasta la costa del Tirreno. 
Mayor importancia por extensión y altura tiene la prolongación hacia el oeste, que se inicia en Portella della Paglia y se alza en el relieve entre el Alto Oreto y el Alto Jato, que prosigue hacia occidente hasta la llanura de Partinico. Al norte la cadena se dobla para dar vida a los montes de Monreale que se alargan al norte en el Monte Billiemi, que alcanza hasta el mar entre Sferracavallo e Isola delle Femmine, y extendiéndose al noroeste en los montes de Carini, que alcanzan hasta Punta Raisi, y en los montes de Terrasini que terminan en Capo Rama, cerca del golfo de Castellammare. 
Los montes de Billiemi con los montes de Monreale delimitan al oeste la Conca d'Oro, en la cual al norte se encuentran dos relieves del todo aislados entre el mar y la llanura: el Monte Pellegrino y el Monte Gallo.

## Subdivisión de la cadena

### Sector noroccidental
- Montes de Partinico y Borgetto
- Montes de Monreale
- Monte Billiemi
- Montes de Carini
- Bellolampo
- Monte Billiemi
- Monte Cuccio
- Monte Gallo
- Monte Pellegrino
- Pizzo Capra
- Colle Atollo

### Sector sudeste
- Monte Grifone
- Montes de Parco Vecchio (o Altofonte)
- Colinas de Roccamena
- Montes de Piana degli Albanesi
- Montes del Pianetto
- Montes de Belmonte Mezzagno
- Montes de San Cipirello y San Giuseppe Jato
- Gibilrossa